# Hướng Đông Bắc

La bàn: NE - Đông Bắc. NNE - Bắc Đông Bắc. ENE - Đông Đông Bắc

Hướng Đông Bắc (tiếng Anh: Northeast, chữ Hán: 東北) hay "Hướng 1 giờ rưỡi" là một hướng địa lý phụ (hướng trung gian), được ký hiệu là NE hoặc ĐB trên la bàn. Hướng này nằm ở chính giữa hướng Đông và hướng Bắc, đối diện với hướng Tây Nam, vuông góc với hướng Đông Nam và hướng Tây Bắc. Hướng Đông Bắc còn để chỉ góc trên bên phải khi trình bày về các bản đồ, sơ đồ. Phương vị: 45°.

## Hướng phụ thứ cấp
- Hướng Bắc Đông Bắc (North-northeast) nằm ở chính giữa hướng Bắc và hướng Đông Bắc, được ký hiệu là là NNE hoặc BĐB trên la bàn. Phương vị: 22.5°.
- Hướng Đông Đông Bắc (East-northeast) nằm ở chính giữa hướng Đông và hướng Đông Bắc, được ký hiệu là là ENE hoặc ĐĐB trên la bàn. Phương vị: 67.5°.